# Campeonato da Europa de Atletismo de 2018 - 100 m feminino
A prova dos 100 metros feminino do Campeonato da Europa de Atletismo de 2018 foi disputada entre os dias 6 e 7 de agosto de 2018 no Estádio Olímpico de Berlim em Berlim,  na Alemanha. 

## Recordes
Antes desta competição, os recordes mundiais e do campeonato nesta prova eram os seguintes:
|                       | Nome                     | Nacionalidade  | Tempo  | Local        | Data                 |
| --------------------- | ------------------------ | -------------- | ------ | ------------ | -------------------- |
| Recorde mundial       | Florence Griffith Joyner | Estados Unidos | 10s 49 | Indianápolis | 16 de julho de 1988  |
| Recorde do campeonato | Christine Arron          | França         | 10s 73 | Budapeste    | 19 de agosto de 1988 |
| Recorde europeu       | Christine Arron          | França         | 10s 73 | Budapeste    | 19 de agosto de 1988 |

## Medalhistas
| Ouro                   | Prata                   | Bronze                |
| Dina Asher-Smith (GBR) | Gina Lückenkemper (GER) | Dafne Schippers (NED) |

## Cronograma
Todos os horários são locais (UTC+2).
| Data        | Hora  | Evento    |
| ----------- | ----- | --------- |
| 6 de agosto | 17:45 | Bateria   |
| 7 de agosto | 19:05 | Semifinal |
| 7 de agosto | 21:30 | Final     |

## Resultados

### Bateria
Qualificação: 3 atletas de cada bateria  (Q) mais os 4 melhores qualificados (q). 

Vento:
Bateria 1: -0,7 m / s, Bateria 2: -0,9 m / s, Bateria 3: -0,2 m / s
| Posição | Bateria | Raia | Atleta                        | Nacionalidade | Tempo | Notas   |
| ------- | ------- | ---- | ----------------------------- | ------------- | ----- | ------- |
| 1       | 2       | 9    | Lisa Marie Kwayie             | Alemanha      | 11.30 | Q       |
| 2       | 2       | 2    | Ewa Swoboda                   | Polónia       | 11.33 | Q       |
| 3       | 3       | 4    | Ajla Del Ponte                | Suíça         | 11.39 | Q       |
| 4       | 1       | 1    | Ezinne Okparaebo              | Noruega       | 11.44 | Q       |
| 5       | 3       | 6    | Phil Healy                    | Irlanda       | 11.44 | Q       |
| 6       | 2       | 4    | Naomi Sedney                  | Países Baixos | 11.45 | Q       |
| 7       | 3       | 5    | Inna Eftimova                 | Bulgária      | 11.45 | Q       |
| 8       | 2       | 5    | Daryll Neita                  | Grã-Bretanha  | 11.48 | q       |
| 9       | 1       | 2    | Salomé Kora                   | Suíça         | 11.48 | Q       |
| 10      | 1       | 5    | Marije van Hunenstijn         | Países Baixos | 11.48 | Q       |
| 11      | 2       | 7    | Lorène Bazolo                 | Portugal      | 11.51 | q       |
| 12      | 1       | 8    | Anna Bongiorni                | Itália        | 11.53 | q       |
| 13      | 3       | 1    | Irene Siragusa                | Itália        | 11.61 | q       |
| 14      | 3       | 3    | Diana Vaisman                 | Israel        | 11.61 |         |
| 15      | 3       | 2    | Klára Seidlová                | Chéquia       | 11.63 |         |
| 16      | 3       | 8    | Rafailía Spanoudaki-Hatziriga | Grécia        | 11.63 |         |
| 17      | 1       | 4    | Gina Akpe-Moses               | Irlanda       | 11.63 |         |
| 18      | 2       | 3    | Cristina Lara                 | Espanha       | 11.65 |         |
| 19      | 2       | 8    | Alexandra Toth                | Áustria       | 11.69 |         |
| 20      | 3       | 7    | Helene Rønningen              | Noruega       | 11.70 |         |
| 21      | 1       | 9    | María Isabel Pérez            | Espanha       | 11.70 |         |
| 22      | 2       | 6    | Anasztázia Nguyen             | Hungria       | 11.72 |         |
| 23      | 2       | 1    | Karolina Deliautaitė          | Lituânia      | 11.75 |         |
| 24      | 1       | 3    | Marie Charlotte Gastaud       | Mónaco        | 13.59 |         |
| 25      | 1       | 7    | Hrystyna Stuy                 | Ucrânia       | 42.66 |         |
| –       | 1       | 6    | Olivia Fotopoulou             | Chipre        | DSQ   | R 162.8 |

### Semifinal

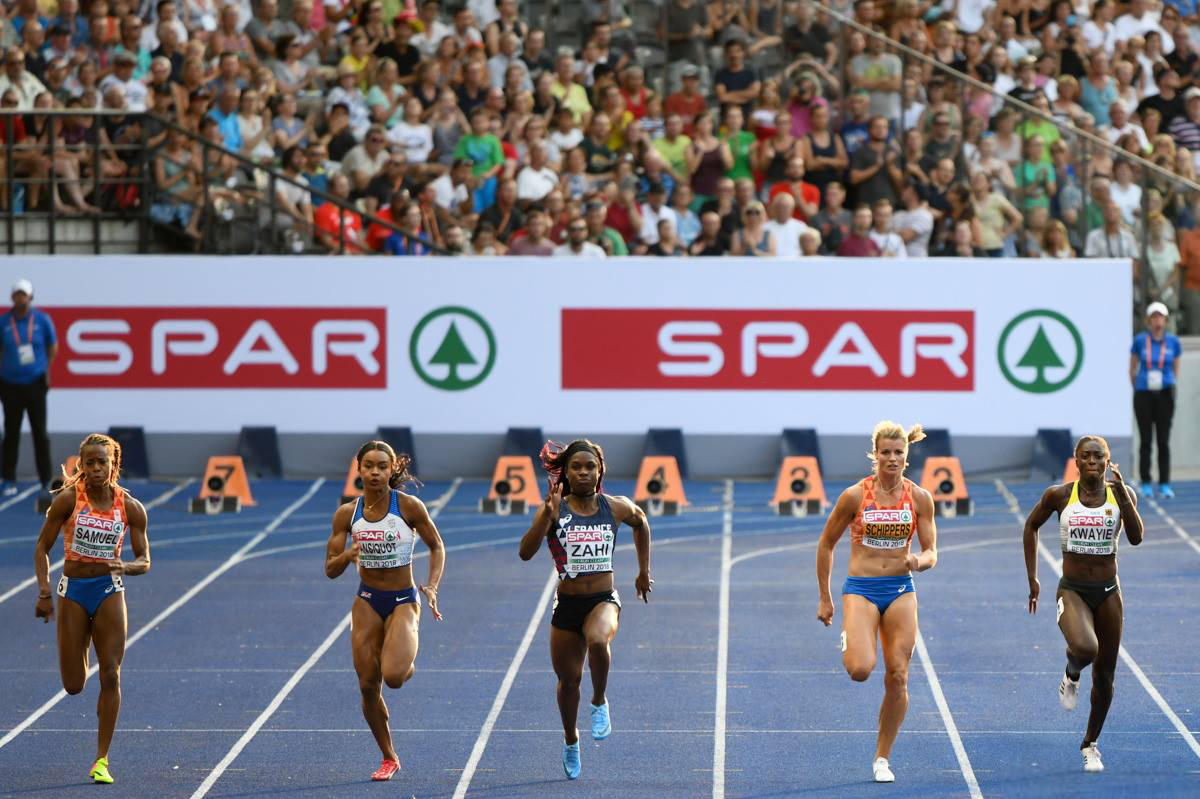
Semifinal 3 em curso

Qualificação: 2 atletas de cada bateria  (Q) mais os  2 melhores qualificados (q). 
Vento:
Bateria 1: 0,2 m / s, Bateria 2: 0,1 m / s, Bateria 3: 0,3 m / s
| Posição | Bateria | Raia | Atleta                   | Nacionalidade | Tempo | Notas    |
| ------- | ------- | ---- | ------------------------ | ------------- | ----- | -------- |
| 1       | 1       | 3    | Dina Asher-Smith*        | Grã-Bretanha  | 10.93 | Q        |
| 2       | 1       | 5    | Gina Lückenkemper*       | Alemanha      | 10.98 | Q, EJ23R |
| 3       | 3       | 3    | Dafne Schippers*         | Países Baixos | 11.05 | Q        |
| 4       | 3       | 6    | Jamile Samuel*           | Países Baixos | 11.10 | Q,       |
| 5       | 2       | 3    | Mujinga Kambundji*       | Suíça         | 11.14 | Q        |
| 5       | 3       | 5    | Imani-Lara Lansiquot*    | Grã-Bretanha  | 11.14 | q        |
| 7       | 3       | 4    | Carolle Zahi*            | França        | 11.16 | q        |
| 8       | 2       | 5    | Orlann Ombissa-Dzangue*  | França        | 11.20 | Q        |
| 9       | 2       | 4    | Tatjana Pinto*           | Alemanha      | 11.26 |          |
| 10      | 2       | 6    | Daryll Neita             | Grã-Bretanha  | 11.27 |          |
| 11      | 2       | 8    | Ewa Swoboda              | Polónia       | 11.30 |          |
| 12      | 1       | 4    | Orphée Neola*            | França        | 11.33 |          |
| 13      | 1       | 6    | Krystsina Tsimanouskaya* | Bielorrússia  | 11.34 |          |
| 14      | 3       | 2    | Lisa Marie Kwayie        | Alemanha      | 11.36 |          |
| 15      | 3       | 7    | Salomé Kora              | Suíça         | 11.36 |          |
| 16      | 3       | 8    | Ezinne Okparaebo         | Noruega       | 11.37 |          |
| 17      | 1       | 8    | Ajla Del Ponte           | Suíça         | 11.38 |          |
| 18      | 1       | 7    | Naomi Sedney             | Países Baixos | 11.42 |          |
| 19      | 3       | 1    | Lorène Bazolo            | Portugal      | 11.46 |          |
| 20      | 1       | 1    | Phil Healy               | Irlanda       | 11.46 |          |
| 21      | 2       | 2    | Marije van Hunenstijn    | Países Baixos | 11.49 |          |
| 22      | 2       | 1    | Inna Eftimova            | Bulgária      | 11.52 |          |
| 23      | 2       | 7    | Irene Siragusa           | Itália        | 11.60 |          |
| 24      | 1       | 2    | Anna Bongiorni           | Itália        | 11.62 |          |

* Atletas que entraram diretamente na semifinal. 

### Final
Vento: 0,0 m / s 
| Posição           | Raia | Atleta                 | Nacionalidade | Tempo | Notas                |
| ----------------- | ---- | ---------------------- | ------------- | ----- | -------------------- |
| Medalha de ouro   | 5    | Dina Asher-Smith       | Grã-Bretanha  | 10.85 | = , EL,              |
| Medalha de prata  | 6    | Gina Lückenkemper      | Alemanha      | 10.98 | = EJ23R              |
| Medalha de bronze | 3    | Dafne Schippers        | Países Baixos | 10.99 | Recorde da temporada |
| 4                 | 4    | Mujinga Kambundji      | Suíça         | 11.05 |                      |
| 5                 | 7    | Jamile Samuel          | Países Baixos | 11.14 |                      |
| 6                 | 2    | Imani-Lara Lansiquot   | Grã-Bretanha  | 11.14 |                      |
| 7                 | 1    | Carolle Zahi           | França        | 11.20 |                      |
| 8                 | 8    | Orlann Ombissa-Dzangue | França        | 11.29 |                      |

Legenda
| Recorde mundial       | Recorde mundial (World record)               |                       | Recorde africano                      | Recorde africano (African) |                                           | Q | Classificado por posição (Qualified) |
| Recorde do campeonato | Recorde do campeonato (Championship record)  | Recorde da América    | Recorde da América (Americas)         | q                          | Classificado por melhor tempo (Qualified) |   |                                      |
| Melhor marca do ano   | Melhor marca do ano (World leading)          | Recorde asiático      | Recorde asiático (Asian)              | DNS                        | Não largou (Did not start)                |   |                                      |
| Recorde nacional      | Recorde nacional (National record)           | Recorde europeu       | Recorde europeu (European)            | DNF                        | Não terminou (Did not finish)             |   |                                      |
| Recorde pessoal       | Recorde pessoal do atleta (Personal best)    | Recorde da Oceania    | Recorde da Oceania (Oceania)          | DSQ / DQ                   | Desclassificado (Disqualified)            |   |                                      |
| Recorde da temporada  | Recorde da temporada do atleta (Season best) | Recorde sul-americano | Recorde sul-americano (South America) | NM                         | Sem marca (No mark)                       |   |                                      |